# Tigre de Java
El tigre de Java (Panthera tigris sondaica) és una de les tres subespècies extintes de tigre. S'extingí el 1978, però part de la població de l'illa de Java creu que encara en queden exemplars en llibertat. Sovint hi ha gent que diu haver vist un tigre o les traces d'un tigre. Tanmateix, el més probable és que confonguin rastres de lleopards amb rastres de tigres. A principis del segle xix encara hi havia tigres arreu de Java, però cap al 1940 ja només vivien als boscos i muntanyes més aïllats.
El tigre de Java es diferencia de les altres subespècies per la mida de certes parts del crani. Aquestes diferències són prou grans perquè alguns biòlegs recolzin agafar el tigre de Java, a vegades juntament amb el seu parent proper, el tigre de Bali (P. s. balica), i classificar-lo en una espècie pròpia, Panthera sondaica. Tanmateix, aquesta proposta no ha rebut una àmplia acceptació.